# Nyctemera unita
Nyctemera unita är en fjärilsart som beskrevs av Adalbert Seitz 1915. Nyctemera unita ingår i släktet Nyctemera och familjen björnspinnare. Inga underarter finns listade i Catalogue of Life.